# Mermet de Cachon
Eugène-Emmanuel Mermet-Cachon (La Pesse, Jura, 10 de septiembre de 1828-Cannes, 14 de marzo de 1889) fue un sacerdote misionero lexicólogo francés especialista en Japón. Sirvió de intérprete y consejero en misiones diplomáticas durante el periodo bakumatsu, y fue una figura crucial en las relaciones entre el gobierno francés y el Shogunato Tokugawa.

## Biografía
Entró en la Sociedad de las Misiones Extranjeras de París en 1852 y fue ordenado sacerdote el 11 de junio de 1854. Diez meses tras su ordenación lo enviaron a Hong Kong, y más tarde acabó en Japón, donde estudió dos años japonés.
Gracias a sus conocimientos de la lengua, el Barón Gros, enviado de Napoleón III, le encomendó un papel mediador entre Francia y Japón, por el que se firmó el 9 de octubre de 1858 el tratado de amistad et de comercio franco-japonés.
En 1859, el padre Mermet-Cachon abrió una escuela francesa en Hakodate, Hokkaidō, pero tenía pensado abrir un hospital y escuela que no logró.
Decepcionado, volvió a París en 1864 y dejó el ministerio. 
Más tarde se refugió en el sur de Francia y se casó.